# Basch Árpád
Basch Árpád (Budapest, 1873. április 16. –  Budapest, Kőbánya, 1945. június 7.) magyar festő és grafikus. Basch Mihály (1899–1978) festő apja.

## Életpályája
Basch Károly (1837–1909) kereskedő és Pintschof Róza fiaként zsidó származású családban született. A középiskolát a fővárosban végezte. Művészeti tanulmányait Hollósy Simon müncheni iskolájában kezdte. Hazatérve a budapesti Képzőművészeti Főiskolán tanult, ott Karlovszky Bertalan volt a mestere. 1893-tól három évig külföldön tartózkodott: Párizsban képezte magát, ahol többek között Jean-Paul Laurens növendéke volt, és Olaszországban fejezte be tanulmányait. 1898. április 19-én Budapesten, a Terézvárosban feleségül vette a nála hat évvel fiatalabb Reich Margitot.
1896-ban Budapesten a Magyar Géniusz című képes folyóirat művészeti szerkesztője lett. Később Hevesi Józseftől fokozatosan átvette a szerkesztést és 1900–1901-ben már egyedül szerkesztette a lapot. (1902-ben Osvát Ernő lett a szerkesztő.)
Tizenhat évesen állította ki első festményét a Műcsarnokban, melynek a világháborúig gyakran volt kiállítója. Kezdetben akvarellfestészettel és grafikával foglalkozott. Plakátjai úttörő jelentőségűek voltak, „a dekoratív festészetnek és plakátművészetnek szántam néhány évet. (...) Angliában mint követendő példának állíttattam fel, hogy miként lehet dekoratív hatást elérni a természet hű visszaadásával is. Grafikáim legtöbbjét, bekérték a Crystal Palace-ban rendezett Internationális kiállításra” – írta később önéletrajzában. Számos könyvillusztrációt készített, például Herczeg Ferenc könyvéhez, Lev Tolsztoj, Charles Dickens itthon kiadott műveihez. A Vígszínház „Makrancos hölgy"-előadásához „egy egész kötetre való színes rajzot” készített.
Később a grafika helyett egyre inkább a festészet problémái foglalkoztatták. Arcképek, tájképek, nagy kompozíciók festésére tért át. A milleniumi ünnepségekre készítette Rákóczi XIV. Lajos udvarában című festményét. Megfestette többek között IV. Károly király és Zita királyné portréját. A világháborúval festészete új témával bővült (A homonnai ütközet, Kirohanás Przemyslből). Legnagyobb képe a 12 m hosszú, 6 m magas Kárpátok védői című triptichon volt. Háborús képeiért 1917-ben Ferenc József-renddel tüntették ki. Művészetét hazai és külföldi szaklapok méltatták.
Több külföldi szereplés után önálló kiállításon Budapesten először 1925-ben mutatta be munkásságát: a Nemzeti Szalonban rendezett nagyszabású kiállítást olajfestményeiből és rajzaiból. 1927-ben ismét a Nemzeti Szalonban gyűjteményes kiállításon kisméretű festményeit szerepeltette, három évtized munkáját: „feljegyzéseit a természetről”. Ezen a kiállításon vele együtt fia, Basch Mihály festő is bemutatkozott a szélesebb közönségnek.
Halálát cukorbaj okozta.